# Troféu Borg-Warner
O Troféu Borg-Warner é o troféu dado ao vencedor das 500 Milhas de Indianápolis, o nome vem da empresa BorgWarner. O troféu é dado desde a 24ª edição da corrida em 1936. O troféu contém a estátua de um homem segurando uma bandeira quadriculada junto o rosto dos vencedores de todas as edições da corrida.